# Giacomo Antonio Fancelli
Pour les articles homonymes, voir Fancelli.
Giacomo Antonio Fancelli, né le 28 février 1606 à Rome et mort le 13 mars 1674 dans la même ville, est un sculpteur italien de la période baroque.

## Biographie
Fils du sculpteur Carlo Fancelli, originaire de Settignano près de Florence, Giacomo Antonio Fancelli fut l'élève et le collaborateur de Gian Lorenzo Bernini.
Il est le frère de Cosimo Fancelli.

## Œuvres principales
- Statue allégorique représentant le Nil (le visage symboliquement voilé car sa source n'avait pas encore été découverte), fontaine des Quatre-Fleuves, piazza Navona, à Rome ;
- Statue de Saint François d'Assise, église San Bernardo alle Terme, à Rome.
- Place Saint-Pierre de Rome.